# Glory by Honor XI
Glory by Honor XI : The Unbreakable Hope est une émission de télévision à la carte de catch produite par la Ring of Honor (ROH), qui est disponible uniquement en ligne. Cet évènement se déroula le 13 octobre 2012 au International Centre à Mississauga en Ontario au Canada.

## Contexte
Les spectacles de la Ring of Honor en paiement à la séance sont constitués de matchs aux résultats prédéterminés par les scénaristes de la ROH. Ces rencontres sont justifiées par des storylines - une rivalité avec un catcheur, la plupart du temps - ou par des qualifications survenues au cours de shows précédant l'évènement. Tous les catcheurs possèdent un gimmick, c'est-à-dire qu'ils incarnent un personnage face (gentil) ou heel (méchant), qui évolue au fil des rencontres. Un pay-per-view comme Glory by Honor est donc un événement tournant pour les différentes storylines en cours.

## Matchs
| #                                                                | Matchs, | Stipulation                                            | Durée |
| ---------------------------------------------------------------- | --- | ------------------------------------------------------ | ----- |
| 1                                                                | C&C Wrestle Factory (Caprice Coleman & Cedric Alexander) battent Bravado Brothers (Harlem Bravado & Lance Bravado) | Tag Team match                                         | 10:26 |
| 2                                                                | Mike Bennett (avec Maria Kanellis) bat Mike Mondo                                                                  | Match simple                                           | 12:30 |
| 3                                                                | The World's Greatest Tag Team (Shelton Benjamin & Charlie Haas) battent B.J. Whitmer & Rhett Titus                 | Tag Team match                                         | 11:48 |
| 4                                                                | Jay Lethal bat Davey Richards                                                                                      | Match simple                                           | 24:08 |
| 5                                                                | Tadarius Thomas bat Rhino                                                                                          | Match simple                                           | 7:49  |
| 6                                                                | Adam Cole (c) bat Eddie Edwards                                                                                    | Match simple pour le ROH World Television Championship | 19:57 |
| 7                                                                | S.C.U.M. (Jimmy Jacobs & Steve Corino) (c) battent Briscoe Brothers (Jay Briscoe & Mark Briscoe)                   | Tag Team match pour le ROH World Tag Team Championship | 14:05 |
| 8                                                                | Kevin Steen (c) bat Michael Elgin                                                                                  | Ladder War match pour le ROH World Championship        | 31:46 |
| (c) désigne le(s) champion(s) défendant son titre dans le match. | |                                                        |       |